# Strombosia gossweileri
Strombosia gossweileri là một loài thực vật có hoa trong họ Olacaceae. Loài này được S.Moore miêu tả khoa học đầu tiên năm 1920.